# Gubernatorzy generalni Saint Vincent i Grenadyn
Gubernator generalny Saint Vincent i Grenadyn – reprezentant króla brytyjskiego Karola III, formalnej głowy tego państwa, na Saint Vincent i Grenadynach. Pierwszym gubernatorem generalnym został Sidney Gun-Munro, a obecnym jest Susan Dougan. Przed uzyskaniem przez Saint Vincent i Grenadyny niepodległości, krajem rządził brytyjski gubernator.

## Lista gubernatorów generalnych Saint Vincent i Grenadyn
- tymczasowo

| # | Imię i nazwisko                    | Portret         | Kadencja             | Kadencja          | Monarcha                |
| # | Imię i nazwisko                    | Portret         | Od                   | Do                | Monarcha                |
| - | ---------------------------------- | --------------- | -------------------- | ----------------- | ----------------------- |
| 1 | Sydney Gun-Munro (1916-2007)       |                 | 27 października 1979 | 28 lutego 1985    | Elżbieta II (1979–2022) |
| 2 | Joseph Lambert Eustace (1908-1996) |                 | 28 lutego 1985       | 29 lutego 1988    | Elżbieta II (1979–2022) |
| – | Henry Harvey Williams (1917-2004)  |                 | 29 lutego 1988       | 20 września 1989  | Elżbieta II (1979–2022) |
| 3 | David Emmanuel Jack (1918-1998)    |                 | 20 września 1990     | 1 czerwca 1996    | Elżbieta II (1979–2022) |
| 4 | Charles Antrobus (1933-2002)       |                 | 1 czerwca 1996       | 3 czerwca 2002    | Elżbieta II (1979–2022) |
| – | Monica Dacon (ur. 1934)            |                 | 3 czerwca 2002       | 22 czerwca 2002   | Elżbieta II (1979–2022) |
| 5 | Frederick Ballantyne (1936-2020)   |                 | 22 czerwca 2002      | 1 sierpnia 2019   | Elżbieta II (1979–2022) |
| 6 | Susan Dougan (ur. 1955)            |                 | 1 sierpnia 2019      | 8 września 2022   | Elżbieta II (1979–2022) |
| 6 | Susan Dougan (ur. 1955)            | 8 września 2022 | nadal                | Karol III (2022–) |                         |